# Землекоп андійський
Землекоп андійський (Geositta punensis) — вид горобцеподібних птахів родини горнерових (Furnariidae). Мешкає в регіоні Альтіплано в Андах.

## Поширення і екологія
Андійські землекопи мешкають в регіоні Альтіплано в Андах на півдні Перу (Пуно, Мокеґуа), на заході Болівії (від Ла-Паса до південного Потосі), на північному заході Чилі (від Тарапаки на південь до Атаками) та на північному заході Аргентини (від Жужуя до Катамарки). Вони живуть на високогірних луках пуна та у високогірних чагарникових заростях. Зустрічаються на висоті від 3050 до 5000 м над рівнем моря.